# Maserati Merak
Maserati Merak (рус.  Мазера́ти Мера́к) — легковой автомобиль класса  Гран Туризмо выпускавшийся итальянской компанией Maserati с 1972 по 1982 год. Младшая сестра модели Bora оснащалась более компактным двигателем, а название своё получила по имени звезды в созвездии Большая Медведица. Всего было изготовлено 1817 автомобилей.

## Описание

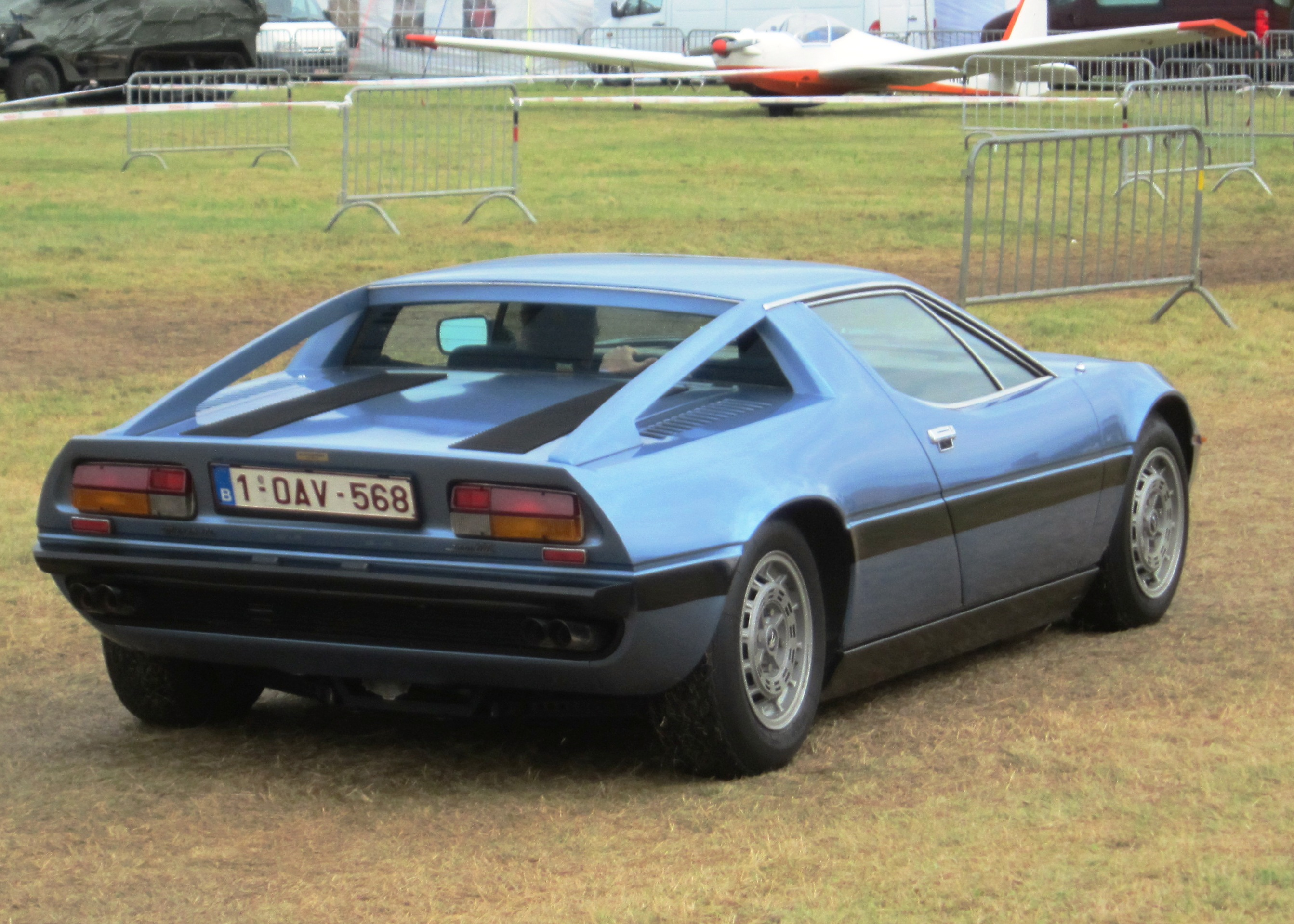
Merak 2000 GT

Модель Merak была ответом компании на топливный кризис, который сильно подорвал продажи автомобилей с большими двигателями. Эта меньшая сестра модели Bora использовала модернизированную версию двигателя V6 мощностью 190 л.с., разработанного Maserati для фирмы Citroen. Компактный мотор позволил организовать в салоне автомобиля два небольших дополнительных места (2+2). Модель, также, использовала многие фирменные компоненты автомобилей Citroen, например руль с одной спицей, хотя к окончанию производства их становилось всё меньше.
В 1976 году появилась более быстрая модель Merak SS с двигателем мощностью 220 л.с. Внешне она отличалась чёрной решёткой на капоте между поднимающимися фарами. У неё в салоне устанавливалась передняя панель от модели Bora, вместо используемой ранее панели от Citroen. 
Введение итальянскими законодателями драконовских налогов на автомобили с двигателями рабочим объёмом более двух литров, вызвало на свет модель Merak 2000 GT, с ещё меньшим мотором мощностью 170 л.с. Внешне модель отличалась чёрными полосками на боковинах. Имелись всего два цвета окраски, светло-голубой металлик и золотистый.